# Ettore Bastianini
Ettore Bastianini (ur. 24 września 1922 w Sienie, zm. 25 stycznia 1967 w Sirmione) – włoski śpiewak operowy, baryton.

## Życiorys
Studiował we Florencji u Flaminio Continiego. Jako śpiewak zadebiutował w 1948 roku w Rawennie, początkowo jako bas,  rolą Collina w Cyganerii Giacomo Pucciniego. W 1948 roku wystąpił w mediolańskiej La Scali w roli Tejrezjasza w Królu Edypie Igora Strawinskiego. Po dodatkowych studiach u Ricciany Bettarini zaczął występować jako baryton, po raz pierwszy w 1951 roku w Bolonii jako Germont w Traviacie Giuseppe Verdiego. W kolejnych latach występował w czołowych teatrach operowych świata. Od 1953 z przerwami do 1966 roku występował w Metropolitan Opera w Nowym Jorku. W 1954 roku ponownie pojawił się na deskach La Scali, tym razem już jako baryton, z rolą w Eugeniuszu Onieginie Piotra Czajkowskiego.
W swoim repertuarze miał około 50 ról barytonowych, głównie z oper Giuseppe Verdiego i Giacomo Pucciniego.